# Síndrome de Peter Pan

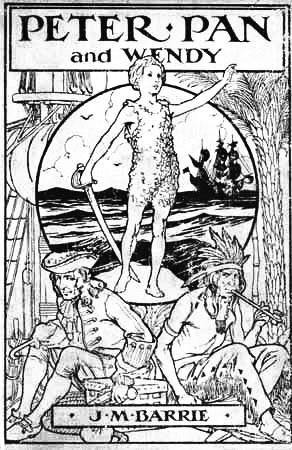
Portada de l'edició del 1915 de la novel·la de J.M. Barrie

La síndrome de Peter Pan ha estat acceptada a la psicologia popular des de la publicació del llibre, l'any 1983, titulat The Peter Pan Syndrome: Men Who Have Never Grown Up ("La síndrome de Peter Pan, la persona que no creix mai"), escrit pel Dr. Dan Kiley. No existeixen proves que mostrin que la síndrome de Peter Pan sigui un trastorn psicològic existent i no es troba a la llista del Manual diagnòstic i estadístic dels trastorns mentals. Alguns veuen aquesta síndrome com un problema molt extens a la societat moderna i post-industrial.

## Característiques
La síndrome de Peter Pan es caracteritza per la immaduresa en certs aspectes psicològics, socials, i per l'acompanyament de problemes sexuals. La personalitat masculina en qüestió és immadura i narcisista. El subjecte creix, però la representació internalitzada del seu jo és el paradigma de la seva infància que es manté al llarg del temps. De manera més global, segons Kiley, les característiques d'un "Peter Pan" inclouen alguns trets d'irresponsabilitat, rebel·lia, còlera, narcisisme, dependència, negació de l'envelliment (arribant a l'extrem d'iniciar estudis universitaris després de complir 50 anys... per "construir-se un futur"), manipulació, i la creença que està més enllà de les lleis de la societat i de les normes establertes per aquesta. En algunes situacions, els que pateixen aquesta síndrome acaben tornant-se personatges solitaris. Amb escassa capacitat d'empatia o d'obertura al món dels "grans", en no obrir-se sentimentalment, són percebuts com a individus freds i no disposats a donar-se, cosa que els torna com un "bumerang" a través de la no recepció de mostres alienes d'afecte. Alguns professionals els han denominat esquizo-afectius.
Aquesta síndrome és un fet manifest. El llibre de Kiley emfatitza sobre ell, però es limita a donar un nom ja gairebé literari a un element que ha estat present, des de sempre, a qualsevol caracterització neuròtica, des dels inicis dels enfocaments de la teràpida psicoanalítica. Quan Freud parlava de la fixació, es referia d'alguna manera a l'estancament de l'evolució de la personalitat que es verifica en els subjectes que pateixen aquests tipus de simptomatologia. Potser cal destacar que aquest conjunt de símptomes que singularment ens ocupa, no ha tingut cap categorització a la bibliografia psiquiàtrica, en general. I és sorprenent. De fet, "la síndrome de Peter Pan" no constitueix cap psicosi. És un trastorn neuròtic, o almenys definidament caracterològic. El mateix Kiley insisteix, a la seva obra, sobre la dificultat de la modificació de l'anomalia d'aquests comportaments, però sense fer referència a les mateixes o semblants dificultats que apareixen, en qualsevol teràpia, per a la reacomodació dels quadres negatius que obstaculitzen l'evolució del subjecte.

## Fases
Les fases de la síndrome semblen ser les següents:
- De 10 a 15 anys: els símptomes apareixen, amb una certa irresponsabilitat de l'individu, una angoixa vers el món exterior, una certa solitud i un conflicte amb el sexe.
- De 16 a 22 anys: un cert narcisisme, doblat sovint per un masclisme aparent.
- De 23 a 25 anys: l'individu es pot plànyer d'una insatisfacció vers la vida i una inadaptació al món exterior.
- De 26 a 30 anys: inici de la fase crònica del cicle.
- A partir dels 45 anys: l'adult intenta retrobar la seva infància alternativament a un estil de vida que no ha escollit (amb la culpabilitat d'haver "perdut" anys).

## Tractament
Les dificultats per a establir un tractament solen ser importants, i amb freqüència, els pares que tenen fills que manifesten aquest tipus d'immaduresa, han d'"actuar" en comptes d'insistir amb pertinàcia en la persuasió "col·loquial". Adolescent, jove, o en plena maduresa, el subjecte pacient d'aquest tipus de trastorn és reticent cap a qualsevol modificació o cap a la mateixa comprensió del seu infantilisme. El món irresponsable de la infantesa, no vol ser abandonat, i la consciència del fracàs repetit vers l'adaptació dels comportaments que envolten l'adultesa equilibrada, gairebé no es verifica; cosa que fa pensar, a vegades, en termes d'una vertadera psicopatia. Una hipòtesi versemblant, vers aquest pacients, fa pensar en una infantesa molt feliç, en la qual es vol romandre per no afrontar la incòmode acceptació de límits que l'ingrés a la vida social adulta comporta de manera insalvable. Aquests límits poden ser l'acceptació de normes, la necessitat de treballar sòlidament en una feina, d'esforçar-se a estudiar per acabar una carrera, de crear vincles madurs amb altra gent, o l'ordre de l'amistat o l'amor.

## Símptomes
És freqüent que hi hagi crisis d'angoixa, d'ansietat i de depressió. Els anys passen, i tot i que el subjecte està protegit per un escut psicològic per no advertir el pas del temps, esporàdicament aquesta desapareix per circumstàncies imprevisibles. És llavors quan el pacient es troba amb les mans buides i amb una vida dolorosament irrealitzada. Amb parelles inadequades, o de manera extrema -cosa que també acostuma a passar-, sense cap parella. El niu infantil és una inconscient referència a la que sempre apunta. Allà, no hi havia problemes, i la nostàlgia cap a aquest niu és persistent, encara que no s'ho declari. Afecta notòriament l'autoestima i el concepte d'ell mateix, i es veu molt afectat. Cal destacar que, com a deformació de la personalitat, pot associar-se a patologies psiquiàtriques clàssiques i específiques. D'aquesta manera pot estar relacionada a punts de vista lleugerament delirants de tipus paranoic o a neurosis declaradament histèriques o obsessives. El tractament, en casos com aquest, ha de ser doble: el trastorn psicopatològic de base, sumat al del caràcter.